# Copa Máster de Conmebol
La Copa Máster de Conmebol, también llamada Copa Conmebol Máster o Supercopa Conmebol, fue un torneo internacional oficial de fútbol organizado por la Confederación Sudamericana de Fútbol. Fue disputada por única vez en 1996 por los equipos que se habían consagrado campeones en las cuatro primeras ediciones de la Copa Conmebol: Atlético Mineiro, Botafogo y São Paulo, de Brasil; y Rosario Central, de Argentina. El certamen se llevó a cabo en la ciudad de Cuiabá, en Brasil, entre los días 8 y 12 de febrero.
El campeón fue São Paulo, que venció en la final a Atlético Mineiro con una goleada de 3-0. Gracias al título, disputó la Copa de Oro Nicolás Leoz 1996 ante sus compatriotas Grêmio y Flamengo, campeón de la Copa Libertadores 1995 y subcampeón de la Supercopa Sudamericana 1995, respectivamente; y Rosario Central de Argentina, campeón de la Copa Conmebol 1995.

## Formato y equipos participantes
El torneo se desarrolló en la ciudad de Cuiabá, estado de Mato Grosso, en Brasil. Los cuatro equipos participantes se separaron en dos llaves de semifinales, disputadas a un único partido, cuyos respectivos ganadores se enfrentaron en la final. Todos los encuentros se jugaron en el Estadio Governador José Fragelli. En cualquier caso de empate, el ganador fue definido mediante los tiros desde el punto penal.
Los cuatro equipos que participaron fueron:
| País                     | Equipo                              | Competición ganada                                                                                 |
| ------------------------ | ----------------------------------- | -------------------------------------------------------------------------------------------------- |
| Argentina 1 participante | Rosario Central                     | Campeón de la Copa Conmebol 1995                                                                   |
| Brasil 3 participantes   | Atlético Mineiro Botafogo São Paulo | Campeón de la Copa Conmebol 1992 Campeón de la Copa Conmebol 1993 Campeón de la Copa Conmebol 1994 |

## Resultados

### Cuadro de desarrollo
|  | Semifinales           | Semifinales      |                        |        | Final | Final |
|  |                       |                  |                        |        |       |       |
|  | 8 de febrero – Cuiabá |                  |                        |        |       |       |
|  |                       |                  |                        |        |       |       |
|  | São Paulo             | 7                |                        |        |       |       |
|  | São Paulo             | 7                | 12 de febrero – Cuiabá |        |       |       |
|  | Botafogo              | 3                |                        |        |       |       |
|  | Botafogo              | 3                | São Paulo              | 3      |       |       |
|  | 9 de febrero – Cuiabá |                  | São Paulo              | 3      |       |       |
|  |                       | Atlético Mineiro | 0                      |        |       |       |
|  | Atlético Mineiro (p)  | Atlético Mineiro | 0                      | 0 (10) |       |       |
|  | Atlético Mineiro (p)  |                  |                        | 0 (10) |       |       |
|  | Rosario Central       | 0 (9)            |                        |        |       |       |
|  | Rosario Central       | 0 (9)            |                        |        |       |       |

### Semifinales
| 8 de febrero de 1996 | São Paulo                                                                         | 7:3 (4:1) | Botafogo                                    | Estadio Governador José Fragelli, Cuiabá |                             |
|                      | Valdir Bigode 6', 38' · Sandoval 12' · Almir 31', 55' · Aílton 72' · Edmílson 73' | Reporte   | Túlio Maravilha 33', 48' (pen.), 52' (pen.) | Árbitro(s): Sidrack Marinho              | Árbitro(s): Sidrack Marinho |

| 9 de febrero de 1996 | Atlético Mineiro                                                                                          | 0:0 (10:9 p.)              | Rosario Central                                                                                      | Estadio Governador José Fragelli, Cuiabá |                           |
|                      | | Reporte                    | | Árbitro(s): Félix Benegas                | Árbitro(s): Félix Benegas |
|                      | | Tiros desde el punto penal | |                                          |                           |
|                      | Renaldo · Cairo Lima · Clayton · Ronaldo Guiaro · Taffarel · Doriva · Gutemberg · Ademir · Careca · Edgar |                            | Palma · Biazotti · Carbonari · Gordillo · Da Silva · Daniele · Cardetti · Falaschi · Ordóñez · Graff |                                          |                           |

### Final
| 12 de febrero de 1996 | São Paulo                         | 3:0 (1:0) | Atlético Mineiro | Estadio Governador José Fragelli, Cuiabá |                             |
|                       | Almir 9', 51' · Valdir Bigode 68' | Reporte   |                  | Árbitro(s): Sidrack Marinho              | Árbitro(s): Sidrack Marinho |

|            | POR        | Zetti             |    |
|            | DEF        | Edinho            |    |
|            | DEF        | Pedro Luíz        |    |
|            | DEF        | Sorlei            | a' |
|            | DEF        | Guilherme         |    |
|            | MED        | Edmílson          | b' |
|            | MED        | Donizete Oliveira |    |
|            | MED        | Sandoval          |    |
|            | MED        | Aílton            | c' |
|            | DEL        | Almir             |    |
|            | DEL        | Valdir Bigode     |    |
| Entrenador | Entrenador | Muricy Ramalho    |    |

|            | POR        | Cláudio Taffarel |    |
|            | DEF        | Dinho            |    |
|            | DEF        | Ronaldo Guiaro   |    |
|            | DEF        | Ademir           |    |
|            | DEF        | Edgar            |    |
|            | MED        | Doriva           |    |
|            | MED        | Gutemberg        | a' |
|            | MED        | Hernani          |    |
|            | MED        | Cairo Lima       | b' |
|            | DEL        | Renaldo          |    |
|            | DEL        | Leandro Tavares  | c' |
| Entrenador | Entrenador | Procópio Cardoso |    |

|  | DEF | Marquinhos Capixaba | a' |
|  | DEF | Gilmar              | b' |
|  | MED | Denílson            | c' |

|  | DEL | Elpídio Silva | a' |
|  | DEF | Paulão        | b' |
|  | MED | Clayton       | c' |

| Anotado | 9'  | Almir  | 1:0 |
| Anotado | 51' | Almir  | 2:0 |
| Anotado | 68' | Valdir | 3:0 |

|  |  |  |  |

| Otorgado · Otorgado otra vez · Expulsado |  | Ronaldo Guiaro |

| Árbitro | Sidrack Marinho |

|            | POR        | Zetti             |    |
|            | DEF        | Edinho            |    |
|            | DEF        | Pedro Luíz        |    |
|            | DEF        | Sorlei            | a' |
|            | DEF        | Guilherme         |    |
|            | MED        | Edmílson          | b' |
|            | MED        | Donizete Oliveira |    |
|            | MED        | Sandoval          |    |
|            | MED        | Aílton            | c' |
|            | DEL        | Almir             |    |
|            | DEL        | Valdir Bigode     |    |
| Entrenador | Entrenador | Muricy Ramalho    |    |

|            | POR        | Cláudio Taffarel |    |
|            | DEF        | Dinho            |    |
|            | DEF        | Ronaldo Guiaro   |    |
|            | DEF        | Ademir           |    |
|            | DEF        | Edgar            |    |
|            | MED        | Doriva           |    |
|            | MED        | Gutemberg        | a' |
|            | MED        | Hernani          |    |
|            | MED        | Cairo Lima       | b' |
|            | DEL        | Renaldo          |    |
|            | DEL        | Leandro Tavares  | c' |
| Entrenador | Entrenador | Procópio Cardoso |    |

|  | DEF | Marquinhos Capixaba | a' |
|  | DEF | Gilmar              | b' |
|  | MED | Denílson            | c' |

|  | DEL | Elpídio Silva | a' |
|  | DEF | Paulão        | b' |
|  | MED | Clayton       | c' |

| Anotado | 9'  | Almir  | 1:0 |
| Anotado | 51' | Almir  | 2:0 |
| Anotado | 68' | Valdir | 3:0 |

|  |  |  |  |

| Otorgado · Otorgado otra vez · Expulsado |  | Ronaldo Guiaro |

| Árbitro | Sidrack Marinho |

|                               |
| Bandera de Brasil             |
| Campeón São Paulo 1.er título |

## Estadísticas

### Goleadores
| Jugador         | Club      | Goles |
| --------------- | --------- | ----- |
| Almir           | São Paulo | 4     |
| Túlio Maravilha | Botafogo  | 3     |
| Valdir Bigode   | São Paulo | 3     |